# 南守谷站

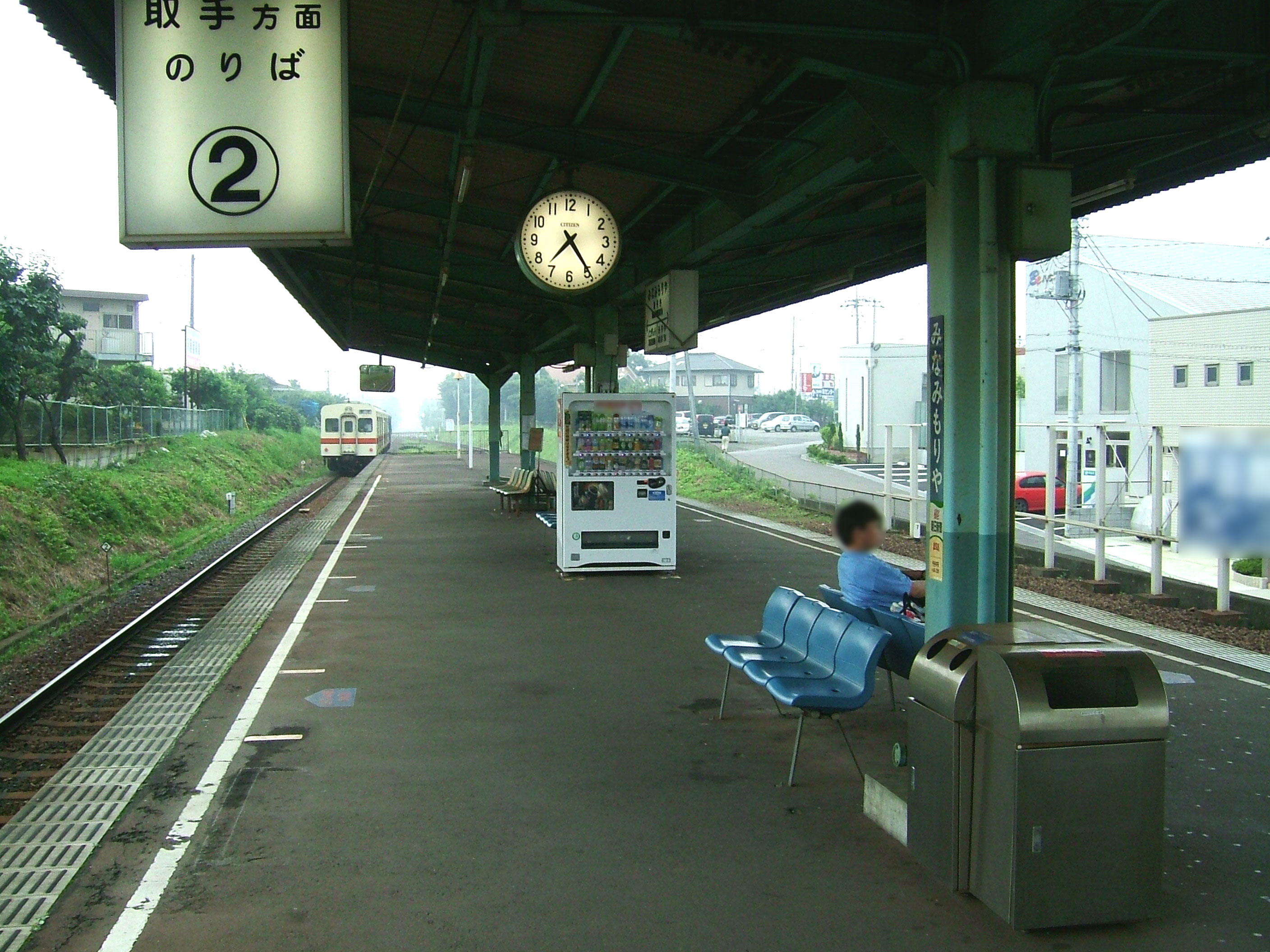
月台

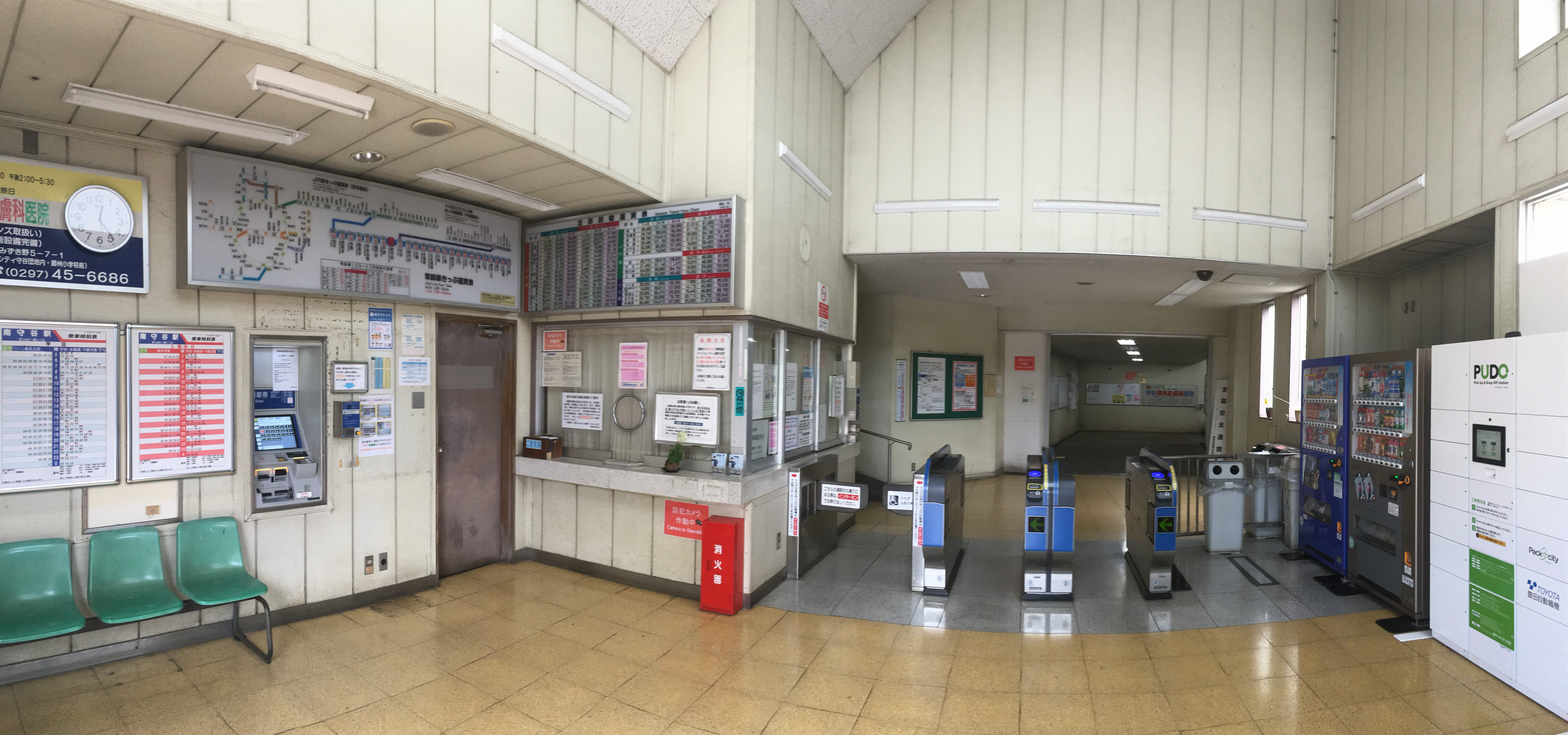
閘口

南守谷站（日语：／ Minami-Moriya eki */?）是位於茨城縣守谷市欅台一丁目1番1號，關東鐵道的常總線車站。

## 概要
車站位於常總新城南守谷，即守谷市南邊。鄰近櫻之杜公園、櫸台公園、松風公園和松丘公園。

### 在此站行走的運行形態
- 上行（戶頭、稻戶井、取手方向）
  - 日間每小時設有4班普通列車（前往取手）停靠[3]。
- 下行（守谷、小絹、水海道、下妻、下館方向）
  - 日間每小時設有4班普通列車（前往下館或水海道）停靠。部分時段前往下館的列車需要在水海道站轉乘列車[注釋 1]，晚間設有前往下妻的班次[3]。

## 歷史
車站名稱取自舊守谷町南邊位置。
- 1960年（昭和35年）11月15日 - 常總筑波鐵道（日语：常総筑波鉄道）車站啟用。當時位於北相馬郡守谷町大字乙子275番6號[1]。
- 1965年（昭和40年）6月1日 - 與鹿島參宮鐵道（日语：鹿島参宮鉄道）合併，成為關東鐵道車站[1]。
- 1982年（昭和57年）12月8日 - 寺原站至此站之間成為雙線鐵路[1]。
- 1983年（昭和58年）5月31日 - 此站至新守谷站之間雙線鐵路[1]。
- 1987年（昭和62年） - 住宅、都市整備公團（現時：都市再生機構）於常總新城進行開發住宅工程，車站遷移至靠近下館一方。
- 1988年（昭和63年）5月31日 - 隨著町名變更和地址變更，車站地址為北相馬郡守谷町櫸台一丁目1番1號[4]。
- 日期不詳 - 隨著上下人次增加，常總站內的取手站、戶頭站和新守谷站陸續設置自動閘機（日语：自動改札機）。
- 2002年（平成14年）2月2日 - 隨著守谷町實施市制，車站地址為守谷市櫸台一丁目1番1號[5]。
- 2009年（平成21年）3月14日 - 此站可以使用IC卡PASMO[1]。
- 2010年（平成22年）2月16日 - 部分時段沒有車站職員當值[1][6]。
- 2013年（平成25年）2月16日 - 原則上，整日沒有車站職員當值[7]。

## 車站構造
此站是地面車站，設有1面2線的島式月台。

### 月台
| 月台 | 路線    | 方向                   |
| ---- | ------- | ---------------------- |
| 1    | ■常總線 | 守谷、水海道、下館方向 |
| 2    | ■常總線 | 取手方向               |

## 使用狀況
以下為近年上下車人次變化。
| 上下車人員變化 | 上下車人員變化 |
| 年度           | 1日平均人次    |
| -------------- | -------------- |
| 2003年         | 3,464          |
| 2004年         | 3,569          |
| 2005年         | 3,078          |
| 2006年         | 2,616          |
| 2007年         | 2,661          |
| 2008年         | 2,608          |
| 2009年         | 2,486          |
| 2010年         | 2,336          |
| 2011年         | 2,208          |
| 2012年         | 2,297          |
| 2013年         | 2,292          |
| 2014年         | 2,332          |
| 2015年         | 2,362          |
| 2016年         | 2,412          |
| 2017年         | 2,426          |
| 2018年         | 2,465          |
| 2019年         | 2,419          |

## 車站周邊
車站南邊設有國道294號，並設有立體交錯。站前設有廣場和單車停泊處。以廣場為起點，該處設有遊步道「幸福之路」，並延伸至常總新城南守谷中央部分（櫸台、松丘）的常總親睦道路。在幸福之路沿道上設有數間學校和公園。周邊設有多間路邊商店。另外，在北邊廣場的斜道上設有銚子街道。在該街道上會連接守谷站與守谷舊市街。車站周邊曾經設有足輕居住的地方，因此在昭和末期被稱為「足輕町」。
車站南北兩處設有上蓋免費單車停泊處。
北側（本町、水木野方向）
- 站前迴旋路、單車停泊處
- 南守谷站入口巴士站（銚子街道）
- 櫻之杜公園（日语：さくらの杜公園）
- 守谷市立愛宕中學（日语：守谷市立愛宕中学校）
- 守谷市立鄉州小學（日语：守谷市立郷州小学校）
- 守谷水木野郵局

南側（常總新城南守谷〔櫸台、松丘〕、美園、乙子方向）
- 站前迴旋路、單車停泊處
- 南守谷站巴士站（國道294號）
- 南守谷派出所 - 車站步行10分鐘、常總親睦道路上
- 櫸台公園（日语：けやき台公園 (守谷市)）
- 松風公園（日语：松風公園 (守谷市)）
- 松丘公園（日语：松ケ丘公園 (守谷市)）
- 守谷市立櫸台中學（日语：守谷市立けやき台中学校）
- 守谷市立高野小學（日语：守谷市立高野小学校）
- 筑波銀行（日语：筑波銀行）守谷櫸台分店
- 常陽銀行（日语：常陽銀行）南守谷出張所
- 西友樂市 守谷

## 巴士路線
車站北邊的銚子街道上設有「南守谷站入口」巴士站。
| 乘車處 | 系統  | 主要途經                     | 目的地       | 巴士公司                   | 備註 |
| ------ | ----- | ---------------------------- | ------------ | -------------------------- | ---- |
|        | B路線 | 守谷郵局前                   | 守谷站西出口 | 守谷市社區巴士（Moko巴士） | 左回 |
|        | B路線 | 乙子、高野小學前、守谷市政廳 | 守谷站西出口 | 守谷市社區巴士（Moko巴士） | 右回 |

- 曾經設有關東鐵道「南守谷站入口」巴士站，停靠的巴士路線前往櫸通中央和取手站西出口
- 在2013年4月[10]前，於車站南邊的國道294號上設有「Moko巴士」「南守谷站」巴士站，隨著走經變更使巴士站取消。
- 曾經在車站南邊設有迴旋路，並設有前往東京方向的高速巴士路線停靠。

## 相鄰車站
關東鐵道
■常總線
普通、快速
戶頭－南守谷－守谷

## 注腳

## 外部連結
- 南守谷站 | 車站案內 （页面存档备份，存于）（日語） - 關東鐵道